# Pasarean
Pasarean is een bestuurslaag in het regentschap Bogor van de provincie West-Java, Indonesië. Pasarean telt 10.540 inwoners (volkstelling 2010).